# Храм Святого Александра Невского (Ташкент)
 Храм Святого Александра Невского — православный храм Ташкентской и Узбекистанской епархии Среднеазиатского митрополичьего округа Русской православной церкви, расположенный в Ташкенте на территории кладбища № 1. Освящён во имя святого Александра Невского.

## История
Торжественная закладка храма была произведена 23 ноября 1902 года. Первый камень, положенный в основание храма, был освящён 6 декабря 1902 года. Сам храм был построен в 1903—1904 годах на средства военного ведомства Туркестанского края.
Первоначальные средства на строительство этого храма были выделены Главным начальником инженеров генералом Вернандером. Наиболее крупный вклад внёс коммерческий советник Николай Иванович Иванов. На его средства был сооружён деревянный, изысканной работы, золочёный иконостас.
Храм, единственный в Ташкенте и всей Средней Азии, избежал закрытия в советское время. Но с 1922 по 1945 годы он находился в руках обновленческих структур.
Архитектор — инженер Александр Александрович Бурмейстер, производитель работ — военный инженер капитан Фёдор Смирнов.

## Фото

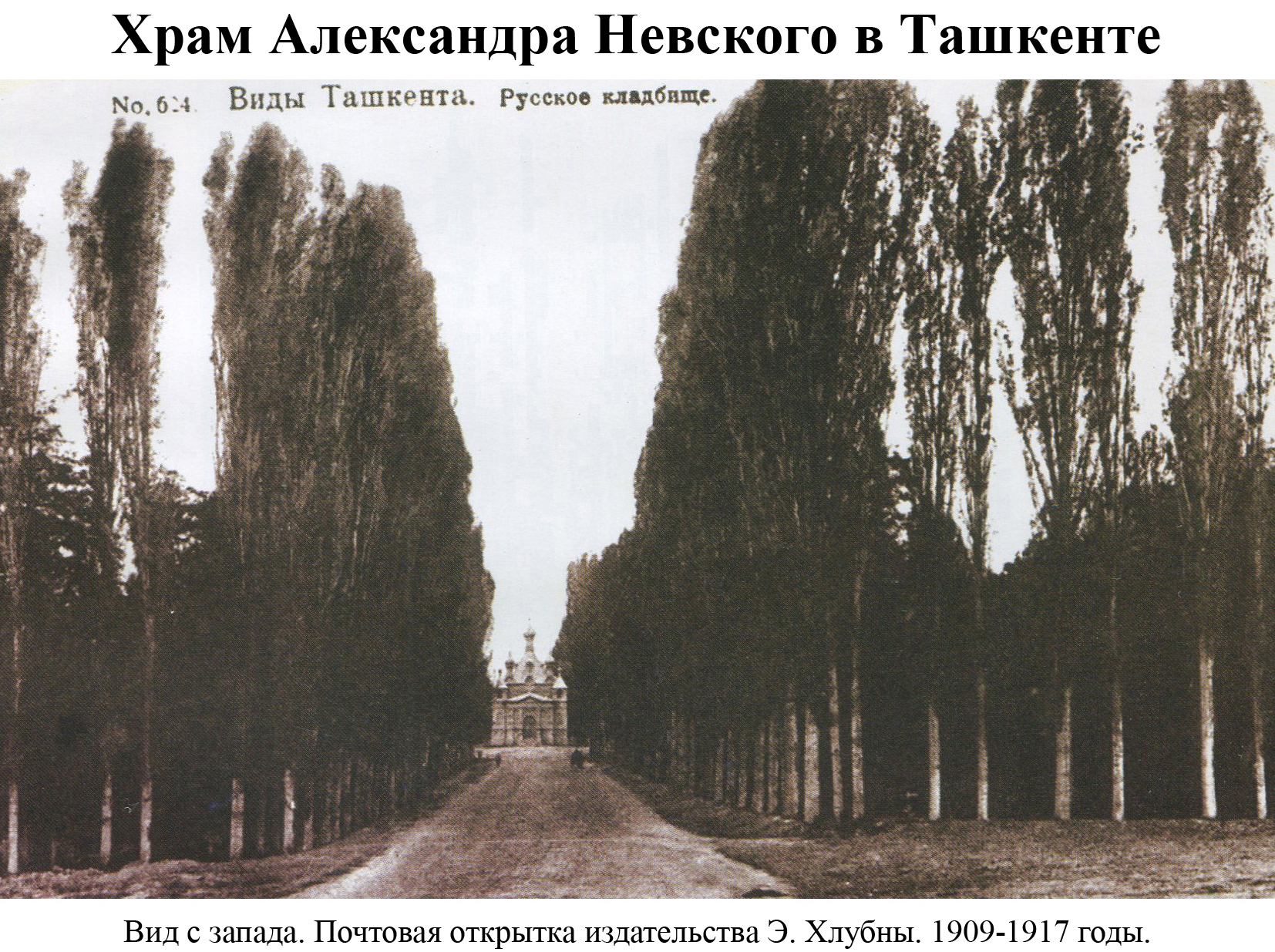
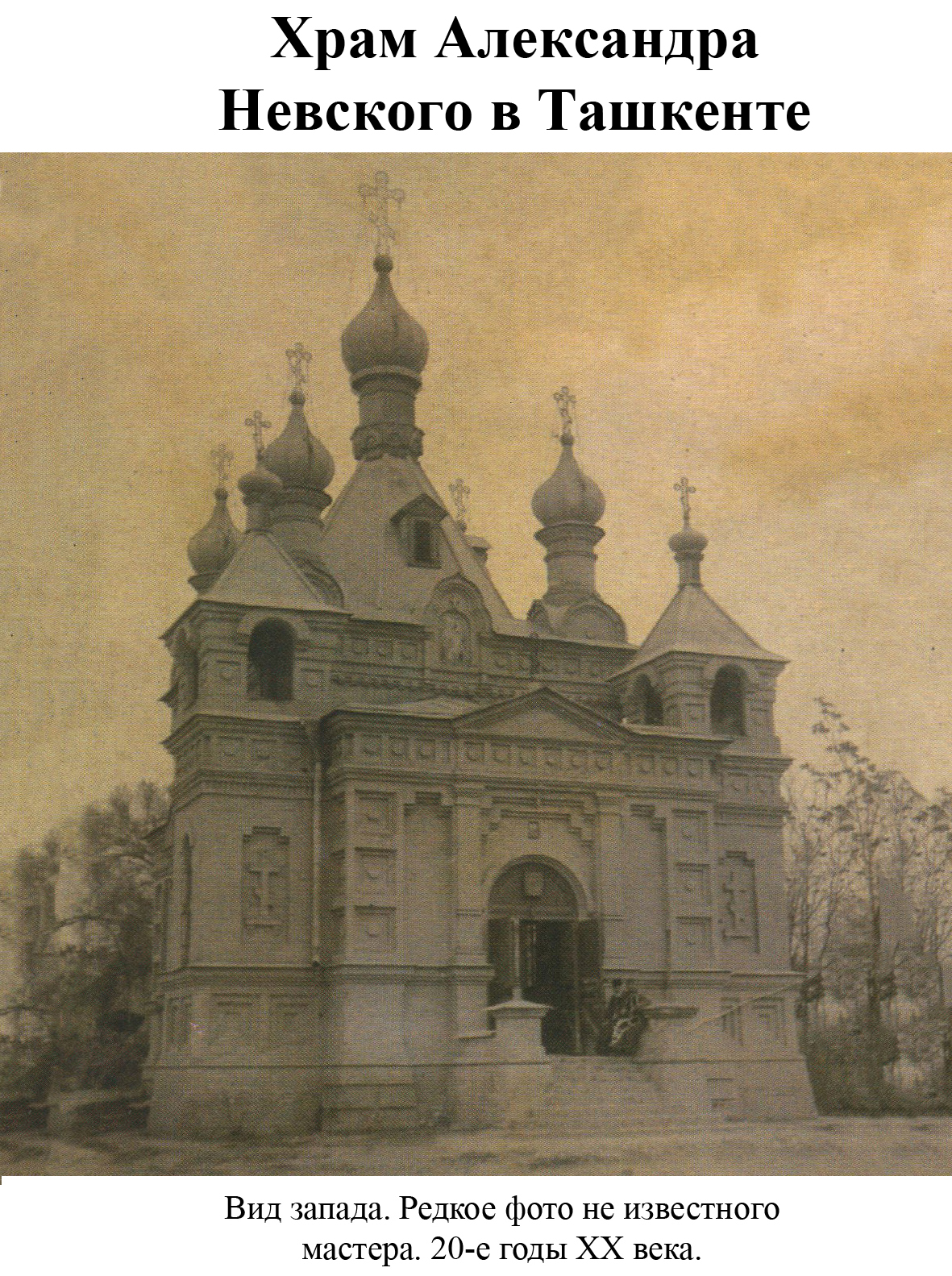
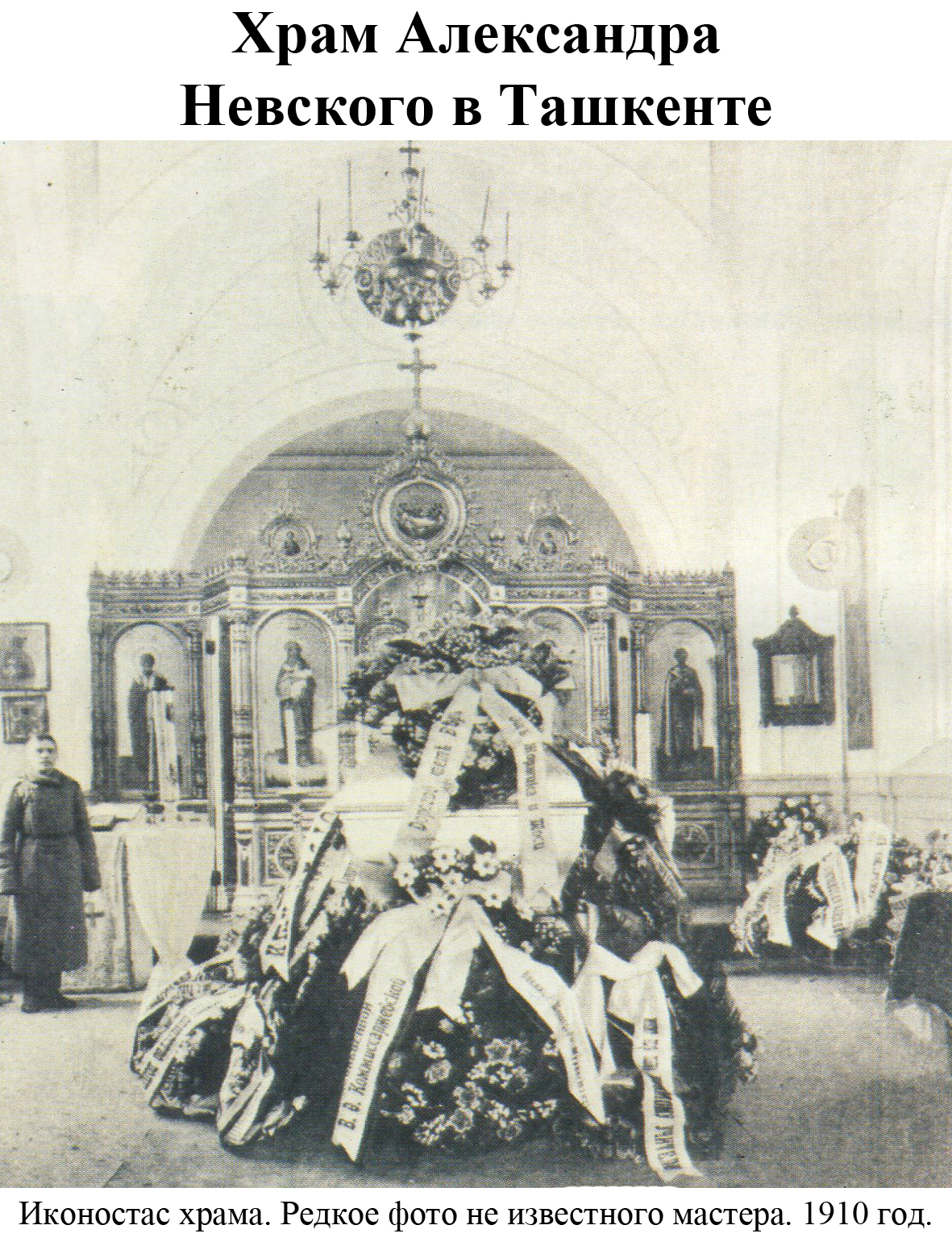
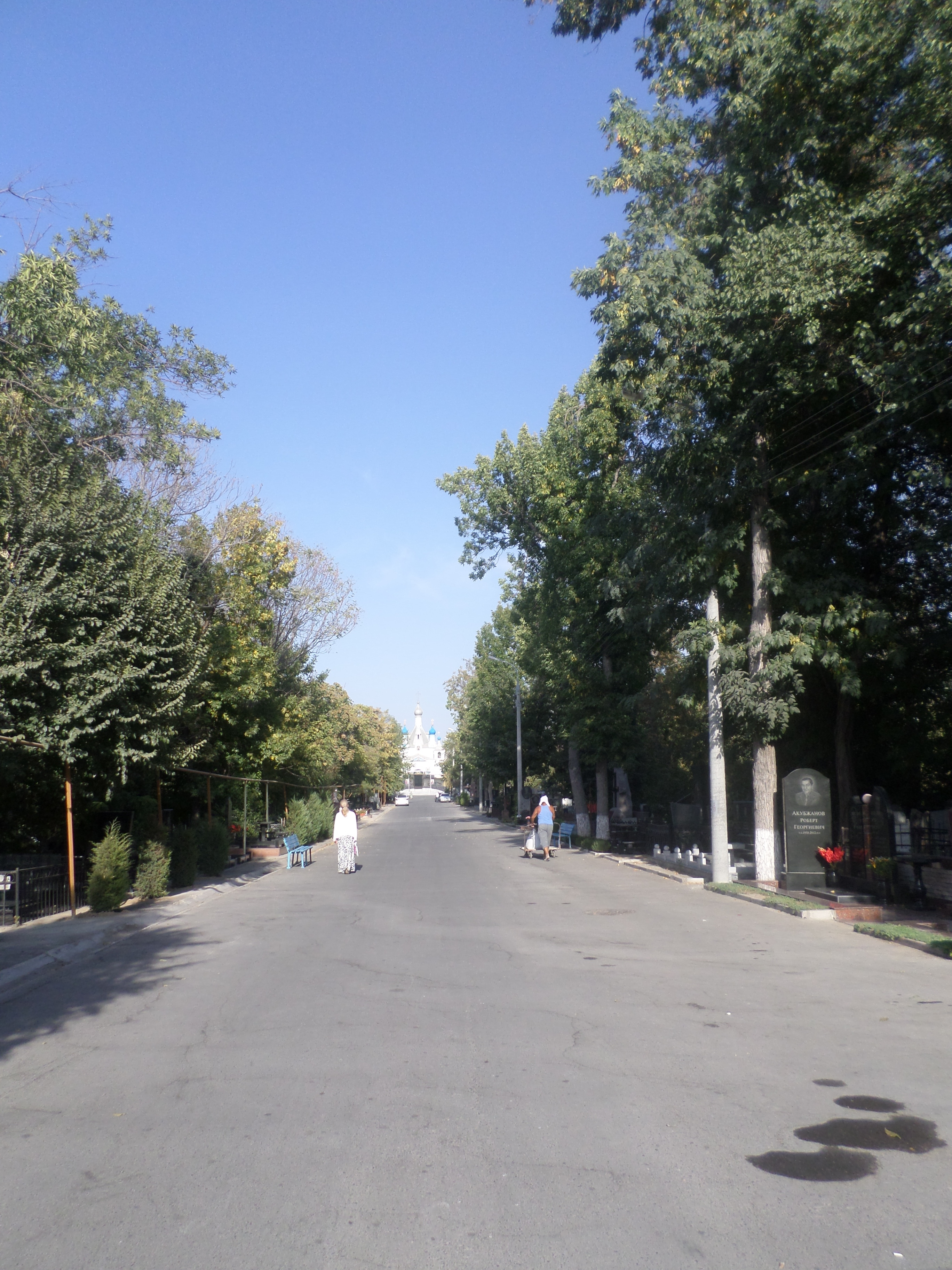
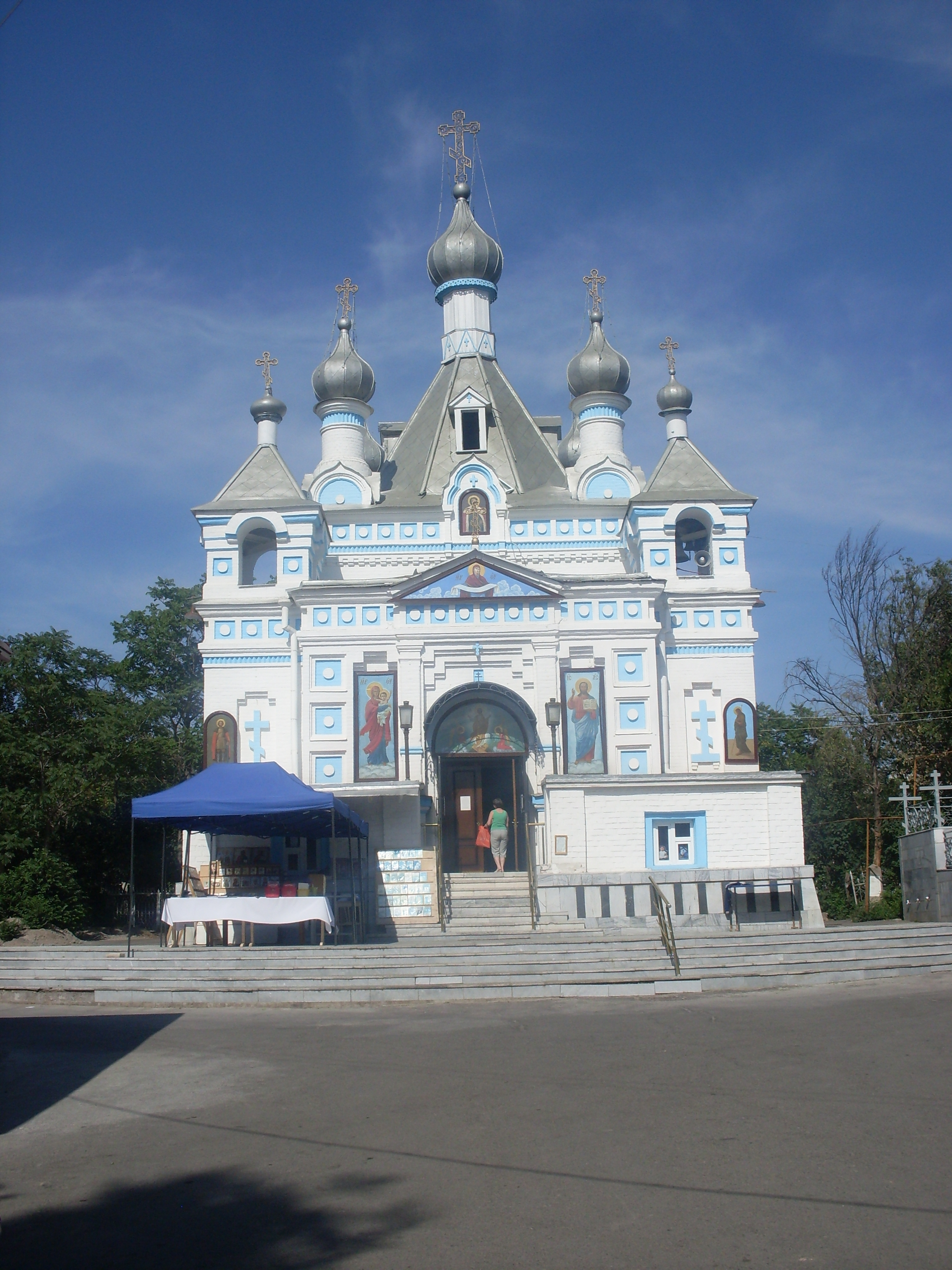
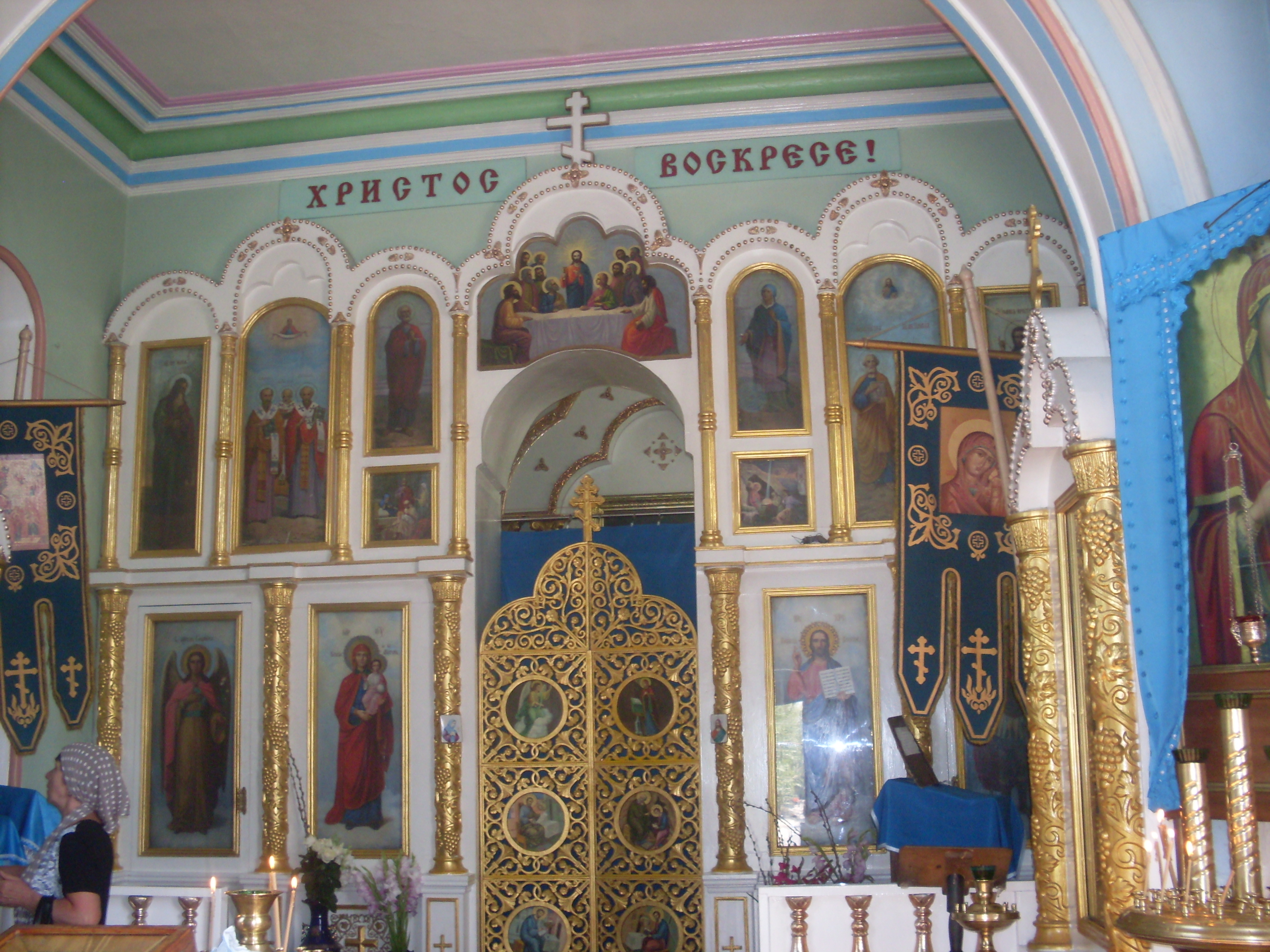